# Bernardus van Schijndel

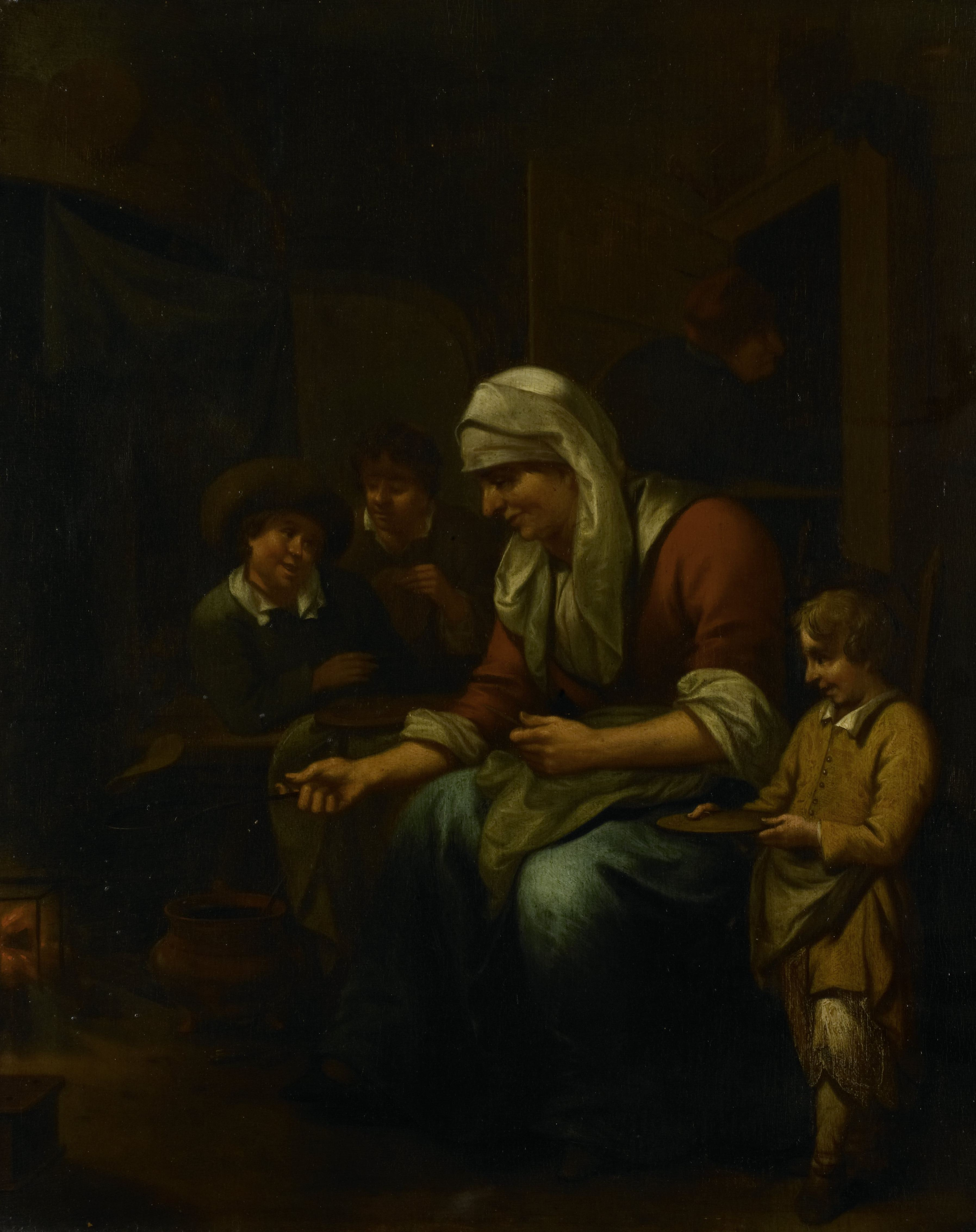
De pannekoekenbakster

Bernardus van Schijndel (Weesp, 1649 – Haarlem, 26 mei 1709) was een Noord-Nederlandse kunstschilder van genrestukken en portretten.
Hij werkte in Leeuwarden, Rotterdam en Haarlem. Als kunstenaar wist hij op geestige en verfijnde wijze burgerlijke en boerengezelschappen vast te leggen, in de stijl van Adriaen van Ostade. Van Schijndel was de leermeester van Jelle Sibrandsz en werd beïnvloed door Richard Brakenburgh.
Op 20 september 1671 trouwde hij in Leeuwarden met Eelckien Rutgers (1652), met wie hij een dochter kreeg, Anna van Schijndel, die eveneens schilder werd. In 1677 vervulde hij daarnaast de functie van diaken.
- Biografisch Portaal: 31100531
- RKD-Nederlands Instituut voor Kunstgeschiedenis: 70473
- Union List of Artist Names: 500014268
- Virtual International Authority File: 95768427